# Barrosoa
Barrosoa, rod glavočika, dio tribusa Eupatorieae.

## Opis
Rod Barrosoa uključuje 9 južnoameričkih vrsta. Ima golu bazu, zeljasti višegodišnji habitus i rijetko žljezdane cipsele koje imaju uočljiv karpopodij.

## Vrste
1. Barrosoa apiculata (Gardner) R.M.King & H.Rob.
2. Barrosoa atlantica R.M.King & H.Rob.
3. Barrosoa betoniciformis (DC.) R.M.King & H.Rob.
4. Barrosoa cabrerae (B.L.Rob.) R.M.King & H.Rob.
5. Barrosoa candolleana (Hook. & Arn.) R.M.King & H.Rob.
6. Barrosoa confluentis (B.L.Rob.) R.M.King & H.Rob.
7. Barrosoa grossedentata V.M.Badillo
8. Barrosoa metensis (B.L.Rob.) R.M.King & H.Rob.
9. Barrosoa organensis (Gardner) R.M.King & H.Rob.
10. Barrosoa ramboi (Cabrera) R.M.King & H.Rob.
11. Barrosoa trianae (B.L.Rob.) R.M.King & H.Rob.

## Sinonimi
- Ageratiopsis Sch.Bip. ex Benth. & Hook.f.; Gen. Pl. 2: 246 (1873)